# Національний планетарій (Малайзія)
Національний планетарій (малай. Planetarium Negara) — планетарій у Малайзії, в Куала-Лумпурі. Розташований на вершині пагорба в Озерних садах, недалеко від залізничного вокзалу Куала-Лумпур.

## Історія
Національний планетарій розпочав свою діяльність як Відділ планетаріїв (Planetarium Division) у Департаменті прем'єр-міністра в 1989 році. Будівництво комплексу Національного планетарію, який тоді був відомий як Національний космічний і науково-освітній центр, почалося в 1990 році і було завершено в 1993 році. Воно обійшлось у 24 мільйони рингітів, при цьому уряд Японії пожертвував 5 мільйонів рингітів. Планетарій почав приймати перших відвідувачів у травні 1993 року та був офіційно відкритий прем'єр-міністром Малайзії Махатхіром Мохамадом 7 лютого 1994 року. У липні 1995 року Відділ планетаріїв було передано Міністерству науки, технологій та навколишнього середовища, яке й понині залишається власником планетарію.

## Експонати
Планетарій має космічний театр, де демонструє космічні шоу та фільми великого формату.
У головному залі знаходяться експонати, пов'язані з космосом. Серед них космічний двигун ракети Аріан-4, — один із двигунів, використаних для запуску MEASAT 1, першого малайзійського супутника. В обсерваторії планетарію розташований 36-сантиметровий телескоп.
Планетарій включає космічний тематичний парк, де розташовані копії стародавніх обсерваторій. Він з'єднаний надземним пішохідним мостом з Національним музеєм Малайзії.